# Åbyfjorden

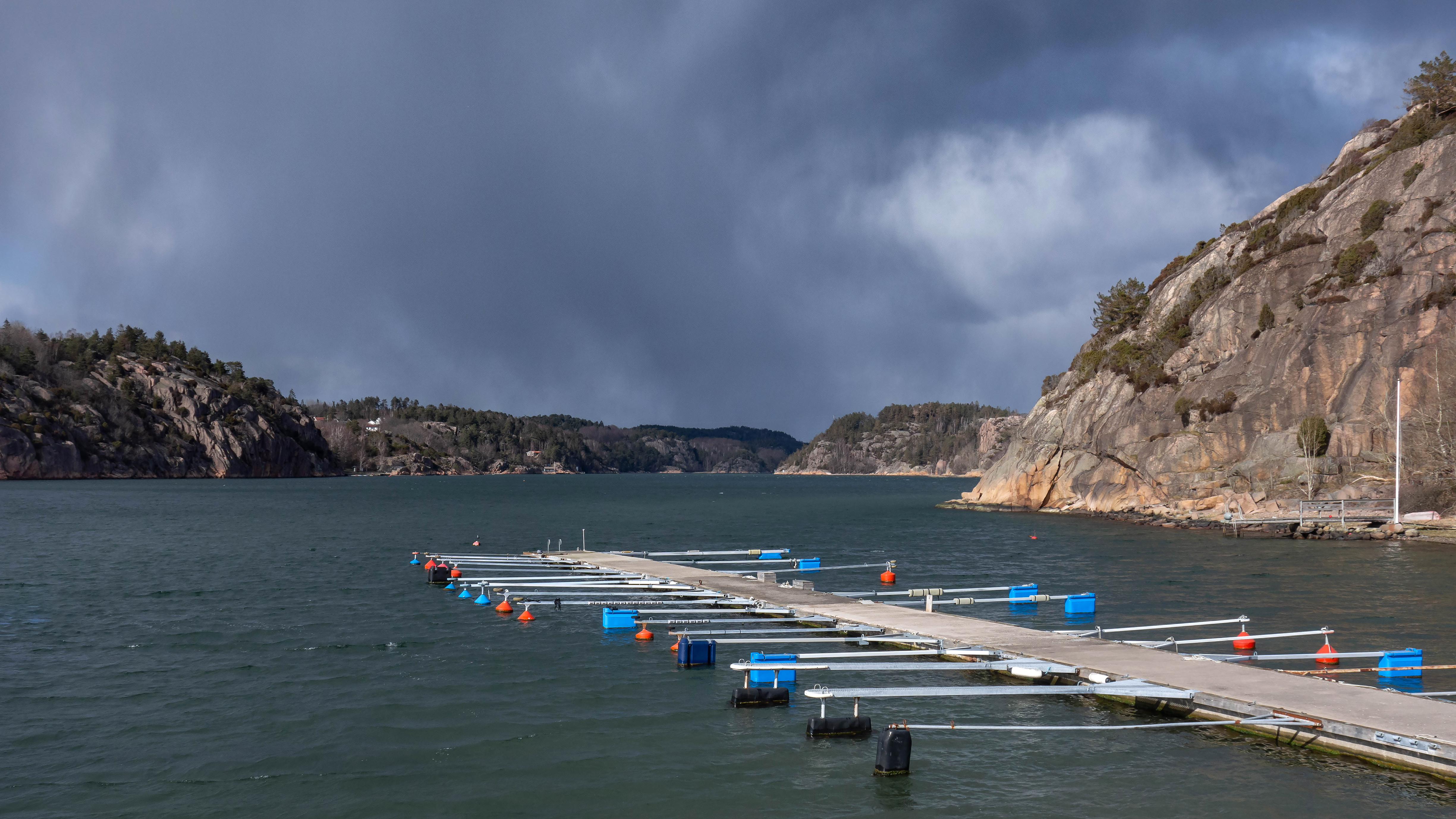
En snöby kommer in över Åbyfjorden sedd norrut från Röe Sandvik.

Åbyfjorden är en smal fjord i mellersta Bohuslän, med branta granitstränder. Precis som de andra fjordarna i den västsvenska skärgården skär Åbyfjorden långt in i landet i SV-NO riktning och bildar ett lugnt innanvatten.
Fjorden skiljer Sotenäset, (Sotenäs kommun), i nordväst från Härnäset, (som i sin tur är en del av Stångenäset, Lysekils kommun), i sydöst. Mitt på den nordöstra stranden ligger Åby säteri som under 1600-talet tillhörde Margareta Huitfeldt och i anslutning till vilket djurparken Nordens Ark ligger sedan 1990-talet.

## Galleri

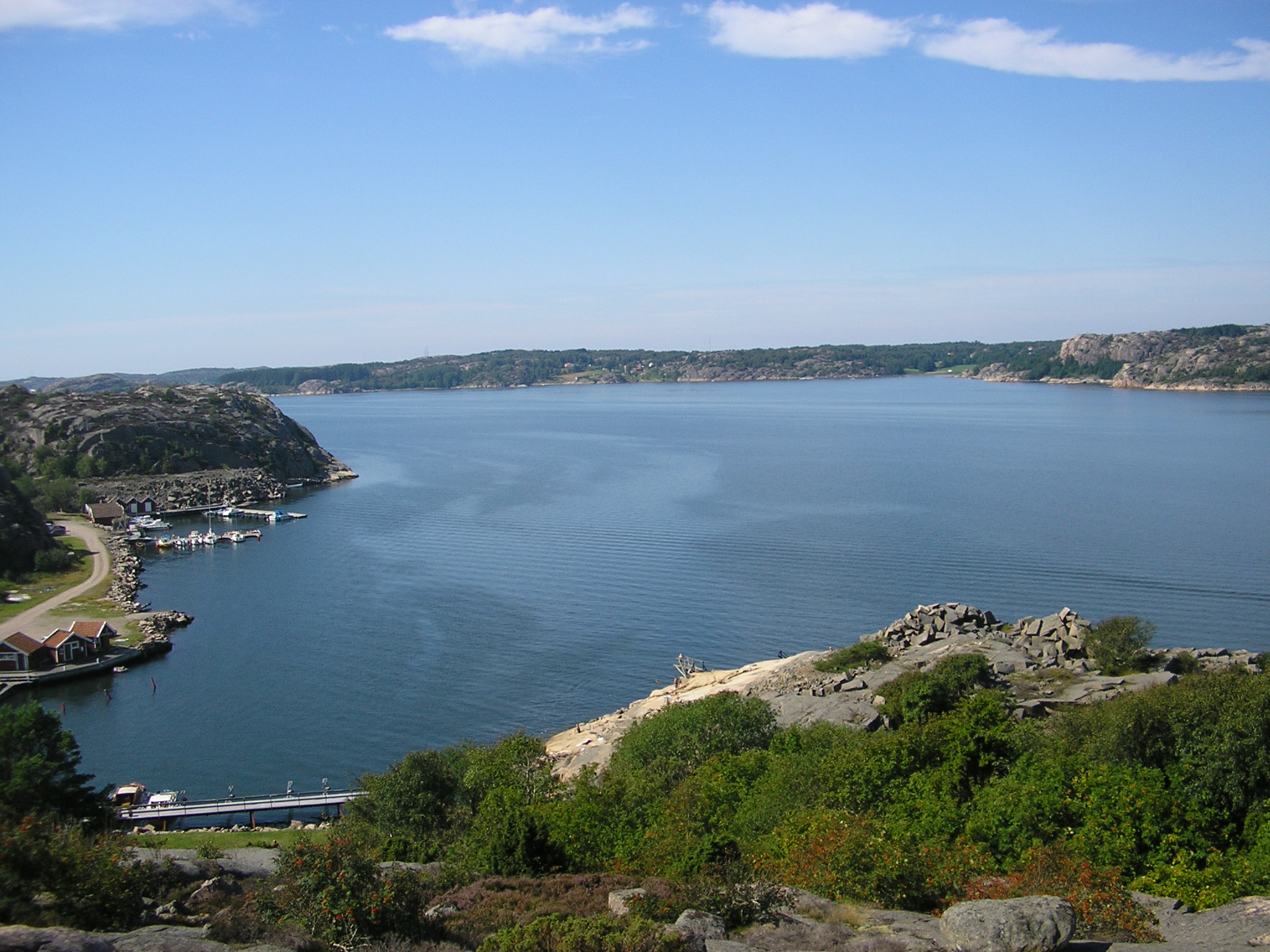
Åbyfjorden sedd från berg vid Fågelviken.
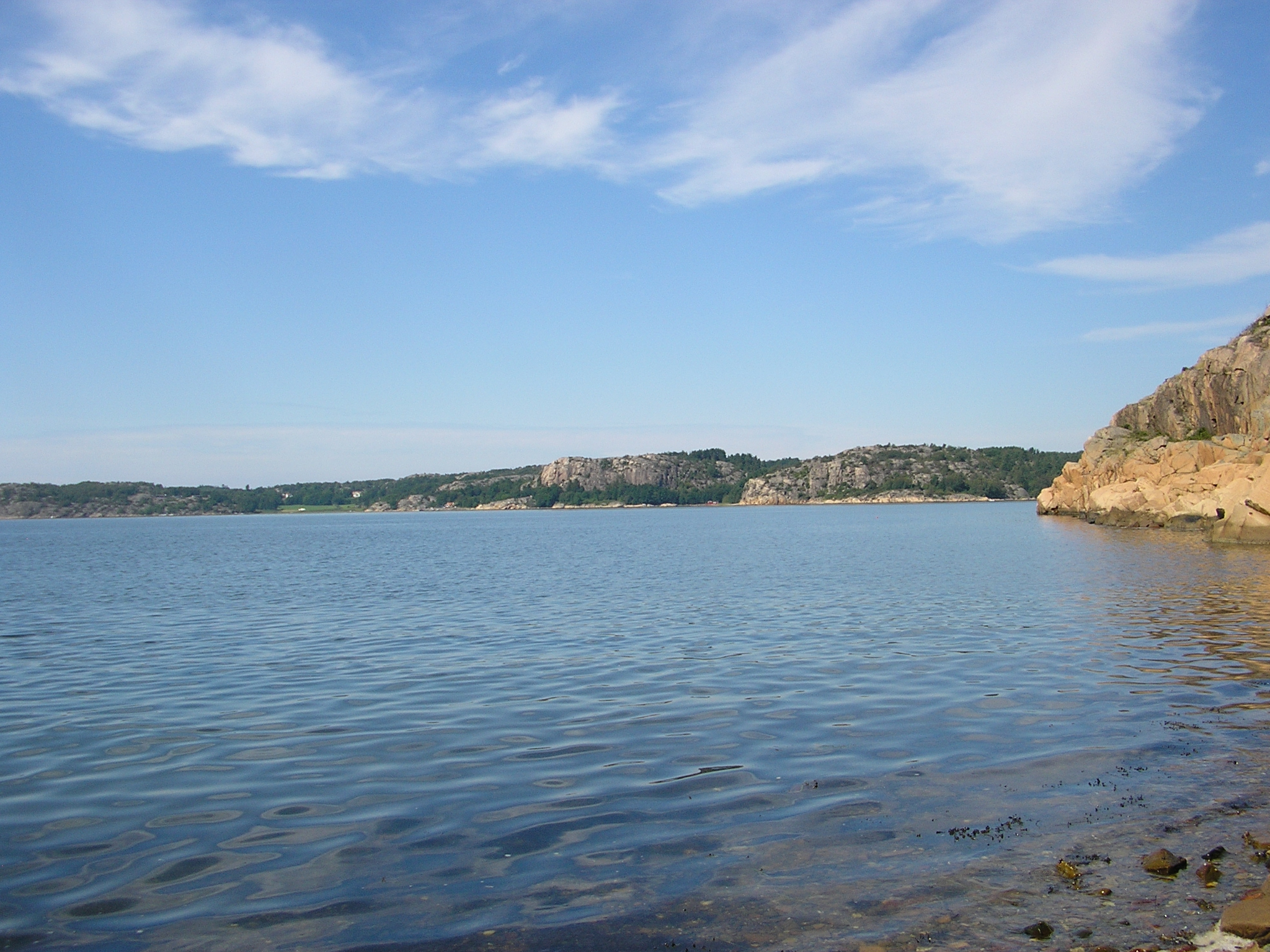
Sotenäsets kust.
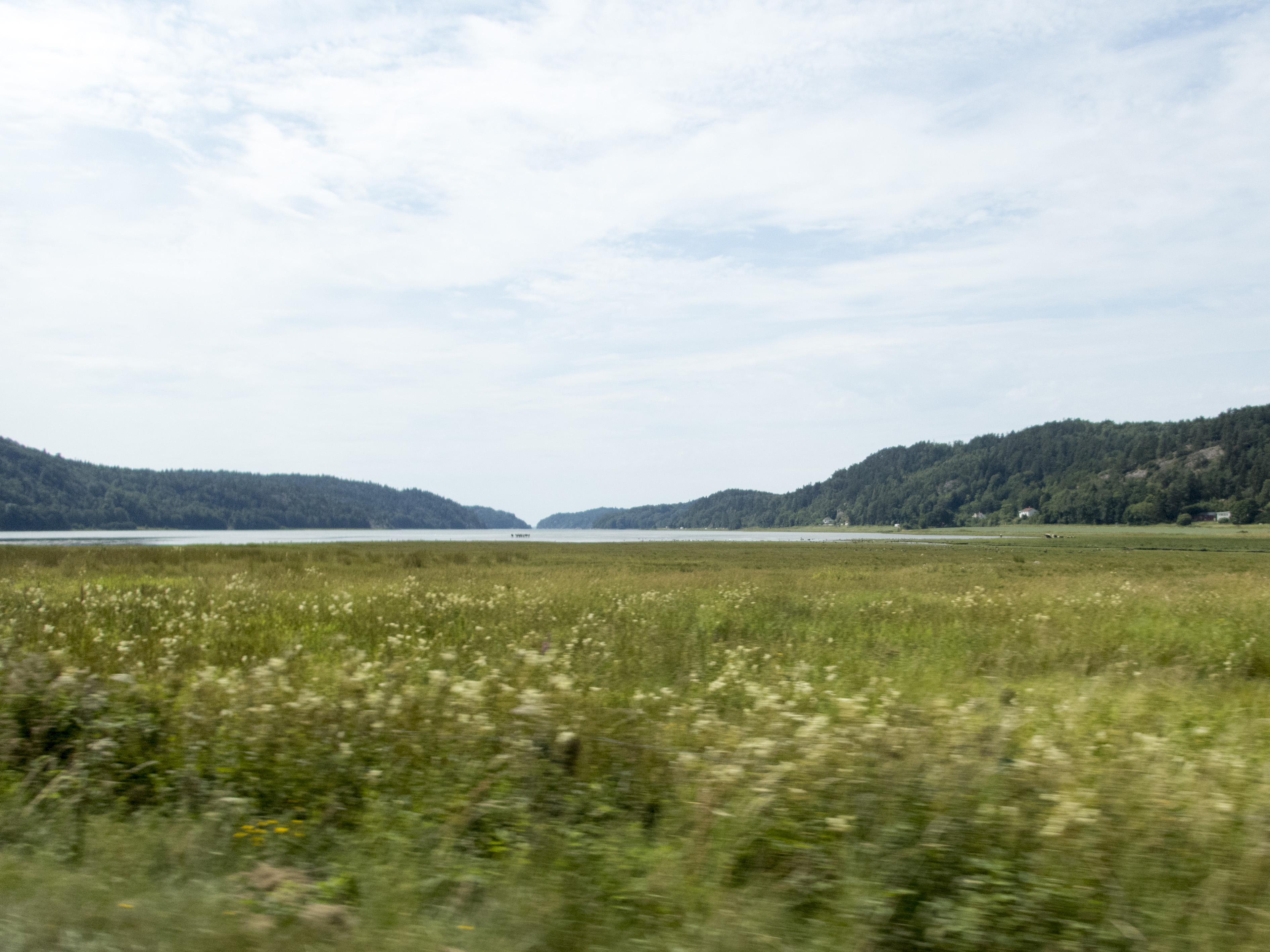
Strandängar vid Åbyfjorden